# Onega fassli
Onega fassli är en insektsart som beskrevs av Young 1977. Onega fassli ingår i släktet Onega och familjen dvärgstritar. Inga underarter finns listade i Catalogue of Life.